# Mota (Guntín)
Mota (llamada oficialmente Santo Estevo da Mota) es una parroquia y una aldea despoblada española del municipio de Guntín, en la provincia de Lugo, Galicia.

## Otras denominaciones
La parroquia también es conocida por los nombres de San Estebo de Monta  y San Estevo de Mota.

## Organización territorial
La parroquia está formada por siete entidades de población:

### Entidades de población
Entidades de población que forman parte de la parroquia:
- Brea
- Cimadevila
- Peimoure
- Quintela
- Regueiro (O Regueiro)
- Vilasuso

### Despoblado
Despoblado que forma parte de la parroquia:
- A Mota

## Demografía

### Parroquia
| Gráfica de evolución demográfica de Mota (parroquia) entre 2000 y 2020 |
|                                                                        |
| Datos según el nomenclátor publicado por el INE.                       |